# Bhoot
Bhoot (Hindi: भूत) è un film indiano del 2003 diretto da Ram Gopal Varma e con protagonisti Ajay Devgn e Urmila Matondkar. Rispetto a qualunque altro film di Bollywood non contiene alcun brano musicale. Il film  ha ottenuto buoni risultati al box office. Il regista ha annunciato l'intenzione di girare un sequel di questo film, intitolato Bhhoooo, nel quale Sanjay Dutt interpreterà il ruolo di un fantasma.